# Сплюшка бангладеська
Сплюшка бангладеська (Otus lettia) — вид совоподібних птахів родини совових (Strigidae). Мешкає в Гімалаях і Південно-Східній Азії.

## Опис

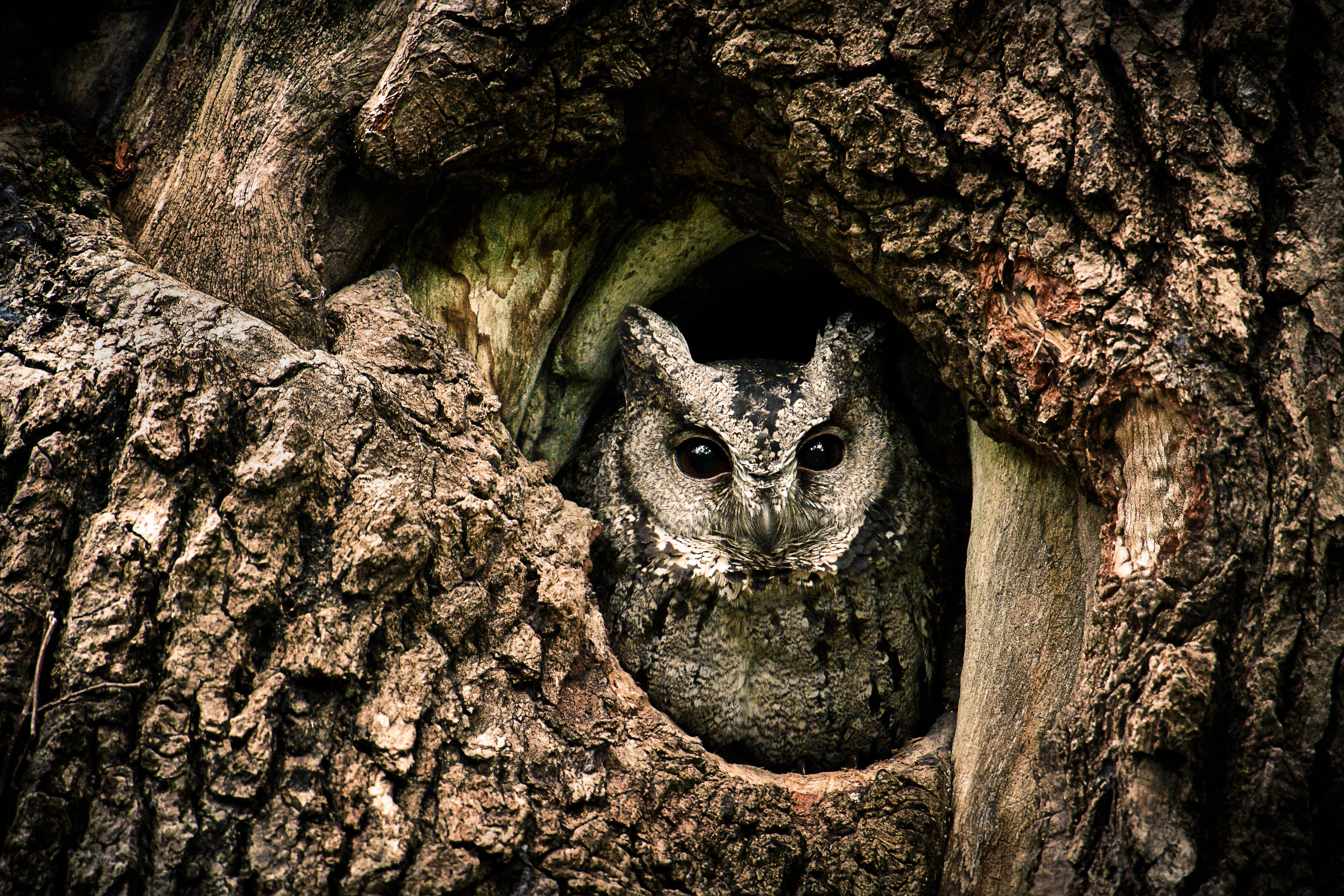
Бангладеська сплюшка (Тайвань)

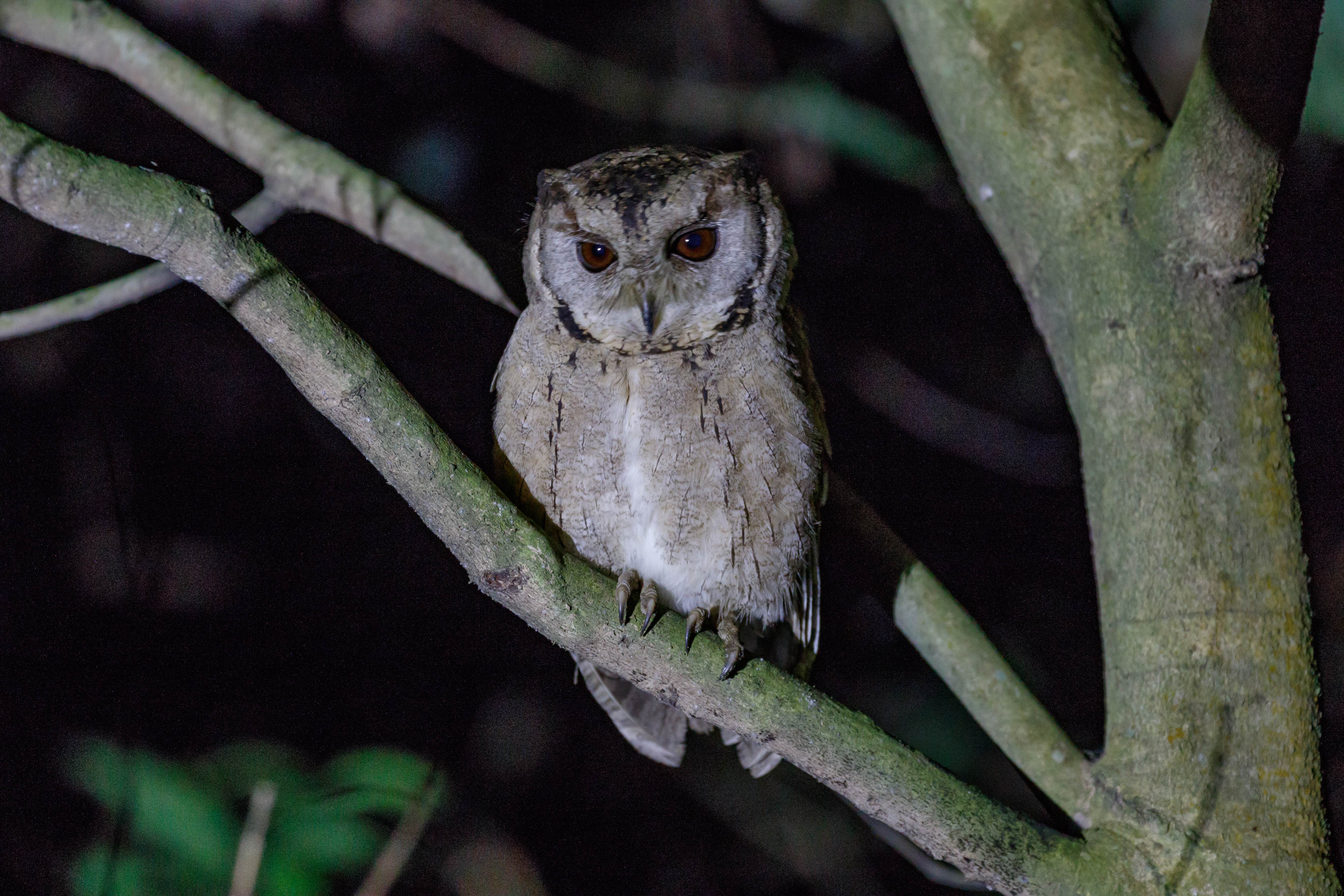
Бангладеська сплюшка (Непал)

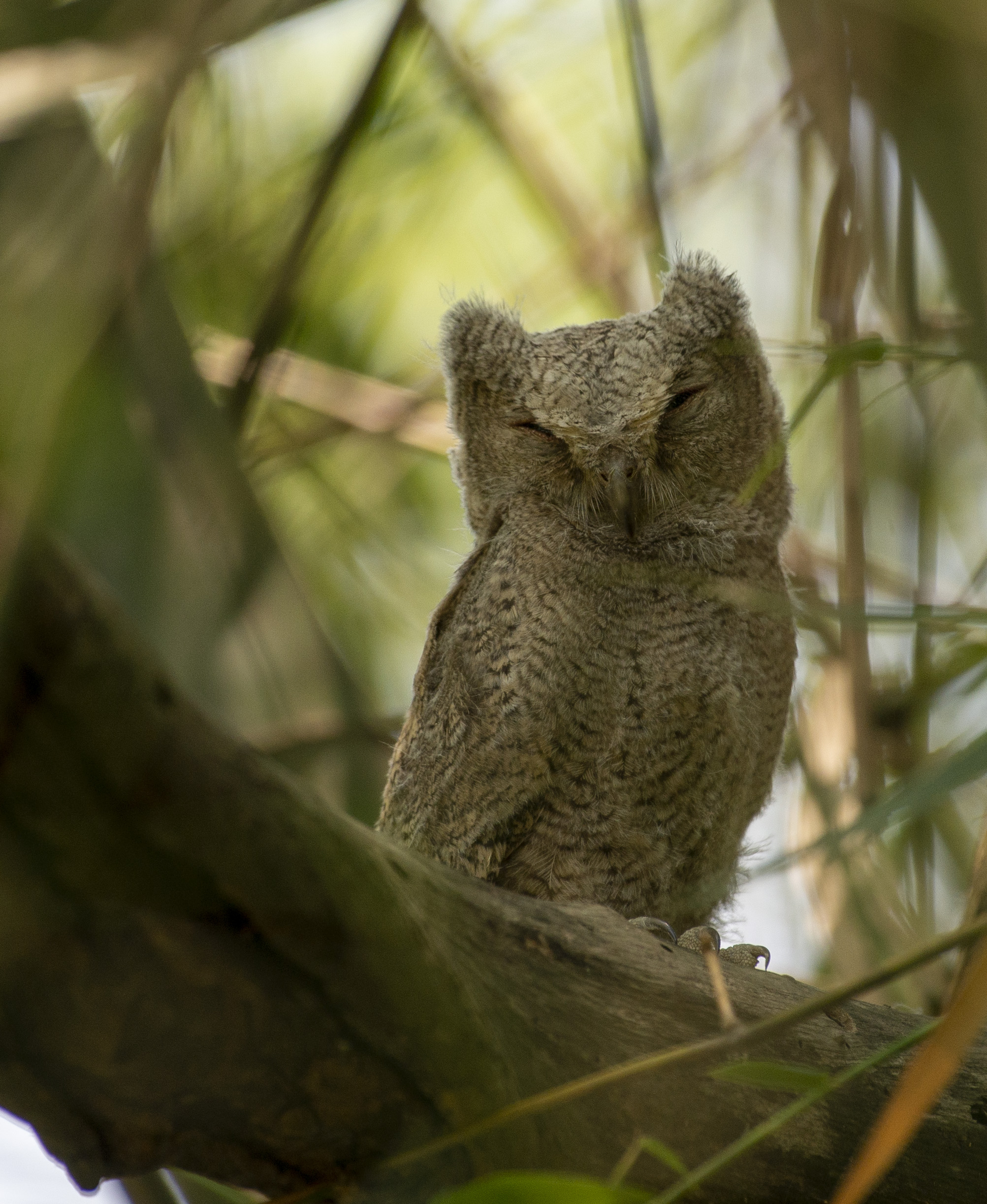
Молода бангладеська сплюшка (Непал)

Довжина птаха становить 23-25 см, вага 100-170 г. Самиці є більшими за самців і важчими за них на 30 г. Забарвлення існує в сірувато-коричневій і рудувато-коричневій морфах, верхня частина тіла легко поцяткована охристими плямами, на задній частині шиї є дві світлі смуги. Лицевий диск охристий або білуватий, нижня частина тіла світло-коричнева, поцяткована невеликими чорними плямами трикутної форми. На голові відносно великі пір'яні "вуха", поцятковані темними плямками. Очі темно-карі або оранжеві, дзьоб жовтуватий або роговий, лапи повністю оперені, пальці і кігті тілесного кольору. Голос — поодиноке, тихе угукання «буу», яке повторюється з інтервалом у 12-20 секунд.

## Підвиди
Виділяють п'ять підвидів:
- O. l. plumipes (Hume, 1870) — західні Гімалаї (від північного Пакистану до західного Непалу);
- O. l. lettia (Hodgson, 1836) — східний Непал, Північно-Східна Індія (на південь до Одіши і півночі Східних Гат), Бангладеш, М'янма Таїланд, Індокитаю;
- O. l. erythrocampe (Swinhoe, 1874) — південно-східний Китай і північно-західний В'єтнам;
- O. l. glabripes (Swinhoe, 1870) — острів Тайвань;
- O. l. umbratilis (Swinhoe, 1870) — острів Хайнань.

## Поширення і екологія
Бангладеські сплюшки мешкають в Пакистані, Індії, Непалі, Бутані, Бангладеш, М'янмі, Китаї, Таїланді, В'єтнамі, Лаосі, Камбоджі і на Тайвані. Вони живуть в сухих і вологих тропічних лісах, рідколіссях і лісових масивах, на плантаціях, в парках і садах. Зустрічаються на висоті до 2400 м над рівнем моря. Ведуть нічний спосіб життя, день проводять, сховавшись в густих кронах дерев. Живляться жуками, кониками та іншими комахами, а також іншими безхребетними і дрібними хребетними, зокрема ящірками, гризунами і дрібними птахами. Сезон розмноження триває з лютого по травень. Гніздяться в дуплах дерев, на висоті від 2 до 5 м над землею. В кладці від 2 до 5 яєць.